# Geelbruin plooirokje
Het  geelbruin plooirokje (Parasola leiocephala) is een schimmel uit de familie Psathyrellaceae. Het leeft saprotroof op humeuze grond, vooral in bossen, parken, plantsoenen en wegbermen, soms in graslanden, op voedselrijke bodems. Het groeit alleen of in kleine groepjes.

## Kenmerken
Hoed
De hoed van heeft een diameter van 1 tot 2 cm, is zwaar geribbeld en aanvankelijk eivormig, dan bol en ten slotte plat. In tegenstelling tot veel van de inktzwammen, heeft deze delicate kleine schimmel een hoed die plat wordt en vervolgens verschrompelt in plaats van dat de lamellen vervloeien (veranderen in een zwarte inktachtige vloeistof).
Lamellen
De lamellen worden grijs en dan zwart; ze zijn vrij van de steel en zijn dun en matig uit elkaar geplaatst. 
Steel
De steel heeft een lengte tot 6 cm en is slechts 4 of 5 mm in diameter. Het heeft een licht gezwollen (subbolvormige) basis en is zeer breekbaar. De kleur is wit of groezelige crème die aan de basis licht bruin wordt.
Sporen
De sporen kleuren zwart in bulk. De sporen zijn onregelmatig hartvormig met vijf afgeronde zijden in vooraanzicht en ellipsvormig in dwarsdoorsnede. De sporenmaat is 9,5-12 × 7,0-10 × 8-10,5 × 5-7 µm, met een kleine excentrische kiempore.

## Verspreiding
In Nederland komt het geelbruin plooirokje algemeen voor. Het is niet bedreigd en staat niet op de rode lijst.

## Eetbaarheid
Deze zwam wordt over het algemeen als oneetbaar beschouwd en zijn kleine formaat en dunne vruchtvlees zorgen ervoor dat de verleiding niet groot is om deze paddenstoel te proberen.